# Loukov (kraj zliński)
Loukov (niem. Lukau) – gmina w Czechach, w powiecie Kromieryż, w kraju zlińskim. Według danych z dnia 1 stycznia 2012 liczyła 974 mieszkańców.
Dzieli się na dwie części:
- Loukov
- Libosváry

Zobacz też:
- Loukov